# Angelo Maria Ripellino
Angelo Maria Ripellino (Palermo, 4 dicembre 1923 – Roma, 21 aprile 1978) è stato uno slavista, traduttore e poeta italiano.

## Biografia
Dopo aver trascorso qualche anno in Sicilia, prima a Palermo e poi a Mazara del Vallo, la famiglia si trasferisce, nel 1937, a Roma dove il padre Carmelo insegna "Italiano e latino" nel liceo Giulio Cesare e, amico di Angelo Musco, frequenta l'ambiente del teatro.

### Gli anni universitari
Tra il 1940 e il 1943, il giovane Ripellino, che frequenta la facoltà di lettere presso l'Ateneo romano, collabora al Meridiano di Roma diretta da Cornelio Di Marzio, a Maestrale di Adriano Grande con poesie, saggi e recensioni.
Verso la fine della tragedia bellica si manifestano nel giovane i primi sintomi della tubercolosi che richiederà, qualche anno più tardi, un intervento di pneumectomia.
Durante i primi anni universitari, Ripellino dimostra una particolare preferenza per le letterature ispaniche e soprattutto per Capdevila, Machado, Jiménez e Garcìa Lorca, che lasciano forti tracce nel suo immaginario.
In seguito, divenuto allievo di Ettore Lo Gatto, slavista, che tiene seminari in una piccola stanza dell'Ateneo solamente per gli adepti, Ripellino segue la scelta della letteratura slava e nel 1945 si laurea con una tesi sulla poesia russa del Novecento che sfocerà nella famosa antologia pubblicata da Guanda del 1954, riedita da Feltrinelli nel 1960 e che riceverà il premio "Selezione Marzotto" nel 1955.
Nel 1946, su consiglio del suo professore, si reca a Praga per prendere la specializzazione in ceco e all'Istituto di Cultura italiana, dove tiene un corso sulla letteratura italiana del Novecento. Nel 1947 si reca nuovamente a Praga dove frequenta i pittori e i poeti della Skupina 42.

### Il Centro sperimentale Cinematografico
Quando nella primavera dello stesso anno Ripellino ritorna in Italia, si iscrive al Centro Sperimentale di Cinematografia nella sezione di Regia dove conosce i giovani Achille Perilli e Piero Dorazio ai quali trasmette le sue conoscenze sulle avanguardie russe e ceche del Novecento e sui teorici del formalismo che finiranno nel manifesto programmatico sulla rivista Forma del marzo 1947 del Gruppo Forma I.

### Il matrimonio
Rientra in Italia insieme a una studentessa conosciuta a Praga, Ela Hlochová; il 25 ottobre 1947 i due si sposano a Roma. Insieme al marito, Ela lavora a numerose edizioni in traduzione italiana di scrittori cecoslovacchi. Nel 1949 nasce la prima figlia, Milena.

### Gli anni del dopoguerra
Dopo la guerra Ripellino collabora a molte riviste, sia a quelle specializzate di slavistica ("Russia", "Iridion", "La cultura sovietica", "Ricerche slavistiche"), sia a quelle di cultura varia, come "Convivium", "La strada", "La Fiera Letteraria" e, nel biennio 1947 - 1948, alla terza pagina del quotidiano "l'Unità".
Nel 1948 aderisce, pur non essendo uomo di partito, all'Alleanza per la difesa della cultura costituita da tutti quegli intellettuali che appoggiano il Fronte di Nenni e Togliatti anche se l'anno prima aveva presentato su "La Fiera Letteraria", foglio di ispirazione cattolica, le poesie di Anna Achmàtova che era stata messa al bando da Stalin.
Nello stesso anno Ripellino viene incaricato come professore di Filologia slava e Lingua ceca all'Università di Bologna, dove rimarrà fino al 1952 per passare poi all'insegnamento di Lingua e letteratura russa al Magistero della Sapienza di Roma.
Consolida in questo periodo l'amicizia con Vladimír Holan che, nel 1964, gli dedicherà la raccolta in versi Na postupu ("Sul processo").
Ripellino continuerà a valorizzare l'opera e la figura del poeta con importanti studi e traduzioni e nel 1967 farà parte della giuria, presieduta da Giancarlo Vigorelli, che assegna al poeta esiliato nell'isola Kampa, il premio "Etna-Taormina".

### Gli anni cinquanta
Gli anni cinquanta sono, per Ripellino, anni molto attivi malgrado l'operazione subita che, anche se non ha risolto, ha attenuato i suoi problemi.
Nel 1950 viene stampato il suo primo libro Storia della poesia ceca contemporanea, collabora al Terzo Programma della Radio, compila voci per l'Enciclopedia italiana e per l'Enciclopedia dello spettacolo di Silvio D'Amico occupandosi di teatro slavo, ugro-finnico, romeno, di burattini e marionette e di cinematografia slava, documentazione che gli sarà molto utile per la stesura di testi come Majakovskij e il teatro russo d'avanguardia e Il trucco e l'anima.
In questo stesso periodo diventa consulente della casa editrice Einaudi per le letterature slave e curerà le edizioni di molti importanti scrittori tra i quali Dostoevskij, Puškin e Lermontov.
Dopo il silenzio di molti anni ricomincia a pubblicare poesie e tiene riunioni di intellettuali ed artisti nella casa di via Tommaso Salvini. Fanno parte di questo gruppo Brianna Carafa, Mario Trevi, Vincenzo Loriga, Giacoma Limentani, Gianfranco Maselli, Mario Brelich e gli amici pittori del gruppo Forma I.
Nel 1957 nasce il secondo figlio, Alessandro, ed egli compie il suo primo viaggio in Unione Sovietica, grazie al "disgelo" krusceviano.
Nel settembre del '57, insieme al giovanissimo Evgenij Evtušenko, incontra a Mosca Nikolaj Zabolockij e, nella dacia di Peredelkino, Boris Pasternak, del quale ha tradotto una scelta di poesie che verranno pubblicate per la prima volta in Italia nel 1957 da Einaudi.
Nel 1958 viene pubblicata da Garzanti Poesia straniera del novecento le cui traduzioni e note introduttive sono tutte di Ripellino.

### Gli anni sessanta
Negli anni Sessanta i coniugi Ripellino visiteranno Praga numerose volte e intrecceranno fecondi rapporti con intellettuali come Jaroslav Seifert, Eduard Goldstücker, Jiří Kolář e tanti altri.
Il 1960 sarà anche l'anno della pubblicazione del suo primo libro di poesie, Non un giorno ma adesso per le edizioni Grafica di Achille e Luciano Cattania, mentre dalla casa editrice Lerici esce la traduzione delle Poesie di Aleksander Blok con un ampio saggio di introduzione. Nel frattempo collabora con profondi e sempre vari articoli a "L'Europa letteraria" e a "Tempo presente".
Nel 1961 prende il posto di Ettore Lo Gatto alla cattedra di Lingua e letteratura russa dell'Università "La Sapienza" di Roma. Dello stesso anno è la traduzione di "Pietroburgo" di Andrej Belyj e l'antologia "Nuovi poeti sovietici" per l'Einaudi.
Nello stesso anno viene rappresentata al Festival di Venezia l'opera lirica di Luigi Nono Intolleranza 1960, il cui libretto deriva da un testo scritto da Ripellino.
Pur non partecipando attivamente al Gruppo 63, numerose sue poesie vengono inserite nell'antologia Gruppo 63 (Feltrinelli 1964). Dal 1963 al 1968 collabora con il "Corriere della Sera" dove scrive cronache culturali di tematica slava.
Nell'agosto del 1964 Ripellino viene ricoverato in clinica dove riesce comunque a lavorare al suo saggio-romanzo sul teatro russo che lo vedeva impegnato già da tre anni. Esso verrà pubblicato nella primavera del 1965 con il titolo Il trucco e l'anima e, accolto da numerosi consensi, otterrà il premio Viareggio.
Verso la fine di luglio 1965 viene ricoverato nel sanatorio di Dobriš, una località a quaranta chilometri da Praga.
L'esperienza dolorosa di questo periodo si riversa nel suo secondo libro di versi, La Fortezza d'Alvernia che verrà pubblicato da Rizzoli nel 1967 ottenendo il premio "Cittadella".
Assiste, nella primavera del 1967, ai lavori del IV Congresso degli scrittori sovietici e sulle pagine de "L'Espresso", scrive articoli di civile condanna sul conformismo espresso dalla cultura ufficiale.
Sempre nel 1967 esce in stampa la traduzione del Lenin di Vladimir Majakovskij per i tipi di Einaudi.
Nel 1968, quando arde la contestazione giovanile, scrive ai suoi allievi la Lettera agli anziani che Antonio Pane definisce "nobile e crepuscolare nella quale difende le "reti di multiformi rimandi", le "tele di malinconica rêverie", il "linguaggio da concerto" dei suoi corsi universitari, le "gracili farfalle al vento della rivolta".

#### La Primavera di Praga
Nel luglio del '68 viene inviato da L'Espresso a Praga dove sarà testimone dei tragici eventi e, sempre attento alla vita del popolo come a quella degli elementi più sensibili dell'intellighenzia, scriverà cronache memorabili per la speranza che emanano e nello stesso tempo per il forte risentimento contro gli annunciati invasori.
Quando arrivano i carri armati egli lascia Praga e vi ritornerà una sola e ultima volta nell'aprile del 1969 per una serata di poesia in onore di Dubček, che pochi giorni dopo verrà estromesso, al caffè artistico Viola, luogo che rimarrà nostalgicamente nella sua memoria.

In Praga magica pubblicato nel 1973 e che riceverà il premio "Libro dell'anno" a Copenaghen, scriverà note dolcissime di rimpianto per quella città tanto amata 
 e gli avvenimenti e l'atmosfera da "incubo" di quell'anno ritorneranno nella sua terza raccolta di versi, Notizie dal diluvio, pubblicata da Einaudi nel 1969.
Il '68 è anche l'anno di Poesie di Chlèbnikov,  e del volume di saggi, Letteratura come itinerario nel meraviglioso.

### Gli ultimi anni di vita
Nel 1970 nascono i nipoti, Pierre André e Daria, che saranno i personaggi dei suoi prossimi versi e Ripellino, ora nonno, si apre ad altre esperienze occupandosi di pittura, presentando mostre di artisti e mettendo in scena a Roma due drammi lirici di Blok (Il piccolo baraccone al Teatro dell'Abaco nel 1971 e La sconosciuta al Teatro Politecnico nel 1974).
Dall'ottobre 1972 viene invitato a tenere una rubrica teatrale su "l'Espresso", incarico che manterrà con grande passione fino a pochi mesi prima di morire e che è servito a produrre circa duecento recensioni. Nello stesso anno esce Sinfonietta che riceve il premio "Suio Terme".
Nel 1975 pubblica in volume i racconti Storie del bosco boemo che ottiene il premio Capri e traduce, adattandolo per le scene, Il processo di Kafka, che viene rappresentato a Lucca nello stesso anno con la regia di Mario Missiroli e come protagonista Giulio Bosetti.
Nel 1976 esce la sua quinta raccolta poetica, Lo splendido violino verde alla quale seguirà nel 1977 Autunnale barocco che ottiene il premio "Prato".
Il 21 aprile 1978, a causa di un collasso cardio-circolatorio, muore a Roma.

## Opere

### Poesia
- Non un giorno ma adesso, Grafica, Roma, 1960
- La fortezza d'Alvernia e altre poesie, Collana Poesia, Rizzoli, Milano, 1967
- Notizie dal diluvio, Einaudi, Torino, 1969; poi ristampato in Sinfonietta
- Sinfonietta, Collana Supercoralli, Einaudi, Torino, 1972
- Lo splendido violino verde, Collezione di poesia n.132, Einaudi, Torino, 1976
- Autunnale barocco, Guanda, Parma, 1977
- Scontraffatte chimere, a cura di Giacinto Spagnoletti, Pellicanolibri, Catania, 1987
- Poesie. Dalle raccolte e dagli inediti, a cura di Alessandro Fo, Antonio Pane, Claudio Vela Einaudi, Torino, 1990
- Poesie prime e ultime, a cura di Federico Lenzi e Antonio Pane, presentazione di Claudio Vela, introduzione di Alessandro Fo, Aragno, Torino, 2006
- Notizie dal diluvio. Sinfonietta. Lo splendido violino verde, a cura di Alessandro Fo, Federico Lenzi, Antonio Pane, Claudio Vela, Collezione di poesia, Einaudi, Torino, 2007 [riedizione]

### Saggi, Prose, Antologie
- Storia della poesia cèca contemporanea, Roma, Edizioni d'Argo, 1950
- Poesia russa del Novecento, a cura di Angelo Maria Ripellino, Guanda, Parma, 1954
- Majakovskij e il teatro russo d'avanguardia, Einaudi, Torino, 1959
- Nuovi poeti sovietici, a cura di Angelo Maria Ripellino, Einaudi, Torino, 1961
- Rileggendo Deržavin, Carucci, Roma, 1961
- Il trucco e l'anima. I maestri della regia nel teatro russo del Novecento, Collana Saggi, Einaudi, Torino, 1965
- Letteratura come itinerario del meraviglioso, Einaudi, Torino, 1968
- Poesie di Chlébnikov, Einaudi, Torino, 1968
- Praga magica, Einaudi, Torino, 1973
- Storie del bosco boemo. Quattro capricci, Einaudi, Torino, 1975
- Saggi in forma di ballate. Divagazioni su temi di letteratura russa, ceca e polacca, Einaudi, Torino, 1978
- L'arte della fuga, a cura di Rita Giuliani, Guida, Napoli, 1987
- I fatti di Praga, a cura di Alessandro Fo e Antonio Pane, Scheiwiller, MIlano, 1988
- Siate buffi.Cronache di teatro, circo e altre arti (1969-1977), a cura di Alessandro Fo, Antonio Pane, Caludio Vela, Bulzoni, Roma, 1989
- Nel giallo dello schedario, a cura di Antonio Pane e Alessandro Fo, Cronopio, Napoli, 2000 [note e recensioni 1963-1973]
- Storie del bosco boemo e altri racconti, Mesogea, Messina, 2006, ISBN 978-88-469-2055-3 [riedizione ampliata]
- Oltreslavia: scritti italiani e ispanici (1941-1976), a cura di Antonio Pane, nota introduttiva di Antonino Cusumano, Mazara del Vallo, Istituto euro arabo di studi superiori, 2007
- Solo per farsi sentire. Interviste (1957-1977, con le presentazioni dei programmi Rai 1955-1961), a cura di Antonio Pane), Mesogea, Messina, 2008, ISBN 978-88-469-2065-2
- L'ora di Praga: scritti sul dissenso e sulla repressione in Cecoslovacchia e nell'Europa dell'Est (1963-1973), a cura di Antonio Pane, con la collaborazione di Camilla Panichi, prefazione di Nello Ajello, contributi di Alessandro Catalano e Alessandro Fo, Le Lettere, Firenze, 2008 [riedizione ampliata]
- Lettere e schede editoriali, a cura di Antonio Pane, introduzione di Alessandro Fo, Einaudi, Torino, 2018
- Iridescenze. Note e recensioni letterarie (1941-1976), a cura di Antonio Pane e Umberto Brunetti, Aragno, Torino, 2020